# 나루토 질풍전 극장판
나루토 질풍전(나루토 죽다!)(劇場版 NARUTO -ナルト- 疾風伝)은 나루토의 극장판 시리즈의 네번째 작품이다. 2007년 8월 4일 개봉하였다.

## 한국어 더빙 제작진
목소리 출연
- 이선주 - 나루토 役
- 여민정 - 사쿠라 役
- 송도영 - 츠나데 役
- 이자명 - 시즈네 役
- 신용우 - 네지 役
- 홍범기 - 리 役
- 정명준 - 시카마루 役
- 이용신 - 테마리 役
- 손원일 - 카카시 役
- 시영준 - 가이 役
- 김새해 - 톤톤 役
- 이지영 - 시온 役
- 정승욱 - 요미 役
- 한상덕 - 망량 役
- 최승훈 - 타루호 役
- 이호산 - 쿠스나 役
- 최지훈 - 기타이 役
- 김율 - 시즈쿠 役
- 소정환 - 세츠나 役
- 박리나 - 미로쿠 役
- 선호제 - 스스키 役
- 강호철
- 김국진

우리말 제작
- 번역 : 정영인
- 타이틀C.G : 지혜천, 서지훈
- 종합편집 : 이지혜
- 녹음,믹싱 : 조일오(CIC미디어)
- 연출 : 김이경
- 우리말 제작 : 투니버스